# Lieusaint (Mancha)
Lieusaint é uma comuna francesa na região administrativa da Normandia, no departamento Mancha. Estende-se por uma área de 5,23 km². Em 2010 a comuna tinha 420 habitantes (densidade: 80,3 hab./km²).